# Frue Arbejdshus
Frue Arbejdshus, Nørre Voldgade 30, var oprettet i 1786 som Frue Sogns Arbeidshuus og Skole, fra 1875 kun Frue Sogns Arbejdshus, i daglig tale Frue Arbejdshus; nedlagt 1885.
I 1880 boede der 10 kvinder i Frue Arbejdshus.
Under koleraepedemierne i 1800-tallet har arbejdshuset været inddraget til lazaret.
Et arbejdshus (eller arbejdsanstalt) var et sted, hvor de fattige boede og måtte arbejde for den fattighjælp, de modtog. Frue Arbejdshus var kun for kvinder, og indtil 1875 var der samtidig fattig- og arbejdsskole for piger; men skolen i forhuset hed 1875-1880 Nørrevold Friskole, som i 1880 flyttede til Gasværksvej 22 som Gasværksvejens Skole. Fattigskolerne var ophævet i henhold til kommunalbestyrelsesbeslutning af 27. marts 1871, men overgangen til kommunale friskoler var først gennemført efter sommerferien 1875.
I 1885 kom bygningen til at høre under Magistratens 1. Afd. (skolevæsenet), og fra 1895 havde kommunens forsøgsundervisning i sløjd lokaler i forhuset, der nu hørte under Larslejstrædes Friskole (den senere Nørrevold Skole). (To andre steder startede tilsvarende sløjdundervisning, nemlig på Enghavevejens Friskole og Reserveskolen paa Skt. Hans Torv). Sløjdundervisningen i Frue Arbejdshus blev først ledet af sløjdlærer Poul Richardt, dernæst Jens Thamdrup, inden den i 1902 flyttede over på selve Larslejstrædes skole i den hidtidige gymnastiksal. Arbejdshuset blev revet ned, og den nuværende bygning opførtes som Jernfabrikanternes Hus i 1903-1904.